# 64 (szám)
A 64 (hatvannégy) a 63 és 65 között található természetes szám.

## A szám a matematikában
A tízes számrendszerbeli 64-es a kettes számrendszerben 1000000, a nyolcas számrendszerben 100, a tizenhatos számrendszerben 40 alakban írható fel.
A 64 páros szám, összetett szám. Kanonikus alakja 26, normálalakban a 6,4 · 101 szorzattal írható fel. Hét osztója van a természetes számok halmazán, ezek növekvő sorrendben: 1, 2, 4, 8, 16, 32 és 64.
A 64 kettőhatvány (26), négyzetszám (8²), köbszám (4³), hatodik hatvány (26). Középpontos háromszögszám. Tizenkétszögszám.
Az első olyan szám, amelynek pontosan 7 osztója van.
Mivel található olyan 64 egymást követő egész szám, amelynél minden belső számnak van közös prímtényezője akár az első, akár az utolsó taggal, a 64 Erdős–Woods-szám. A legkisebb ilyen tulajdonságú egymást követő számok 3843095117044776029646-tól kezdve találhatók meg.
Szupertökéletes szám.
A 64 három szám valódiosztóösszeg-függvényeként áll elő, ezek az 56, 76 és 122.

## Informatikában
64 bites architektúra

## A tudományban
- A periódusos rendszer 64. eleme a gadolínium.

## Egyéb
- A The Beatles együttes száma: When I’m Sixty-Four (Amikor 64 éves leszek), a Sgt. Pepper’s Lonely Hearts Club Band albumról
- A sakktábla mezőinek száma.